# Marcillac-Saint-Quentin
Marcillac-Saint-Quentin è un comune francese di 809 abitanti situato nel dipartimento della Dordogna nella regione della Nuova Aquitania. Il comune nacque dalla fusione di Marcillac e Saint-Quentin nel 1827.

## Società

### Evoluzione demografica
Abitanti censiti